# Козикеткен
Козикетке́н (каз. Қозыкеткен) — село у складі Успенського району Павлодарської області Казахстану. Адміністративний центр Козикеткенського сільського округу.
Населення — 540 осіб (2021; 647 у 2009, 888 у 1999, 1224 у 1989).
Національний склад станом на 1989 рік:
- українці — 31 %
- казахи — 29 %
- німці — 20 %

Станом на 1989 рік село називалось Ільїчевка.